# Zorro – Den maskerade hämnaren
Zorro - Den maskerade hämnaren (originaltitel: The Mask of Zorro) är en amerikansk film från 1998.

## Handling
Don Diego de la Vega återvänder efter 20 år för att hämnas på guvernören Don Rafael Montero, som dels dödat Don Diegos hustru, dels rövat bort deras dotter Elena och uppfostrat henne som sin egen. Det gäller också att lära upp en ny Zorro, som kan efterträda Don Diego.

## Rollista (urval)
- Antonio Banderas - Alejandro Murrieta/Zorro
- Anthony Hopkins - Don Diego de la Vega/Zorro
- Catherine Zeta-Jones - Elena Montero/Elena Murrieta
- Stuart Wilson - Don Rafael Montero
- Matt Letscher  - Kapten Love
- Joaquim de Almeida - General Santa Anna (bortklippt scen)

## Om filmen
Filmen spelades in på Estudios Churubusco i Mexico City samt på andra platser i Mexiko.

## Eftermäle
Filmen har fått en uppföljare, Legenden om Zorro från 2005.